# Цна (притока Прип'яті)
Цна — річка в Берестейській області, ліва притока Прип'яті.
Довжина — 126 км, площа басейну — 1130 км², середньорічний витрата води в гирлі — 7,23 м ³ / с. Витоки річки знаходяться в болотах біля села Гайнінець Ляховицького району, річка протікає по Прип'ятському Поліссю по території Ганцевицького і Лунінецкого районів, впадаючи в Прип'ять. Ширина річки в нижній течії до 10 м. Заплава шириною 500–1000 м.
Протягом 54 км річка каналізована. На річці розташоване місто Ганцевичі.